# Woodston (Kansas)
Pour les articles homonymes, voir Woodston.
Woodston est une ville américaine située dans le comté de Rooks, au Kansas. Selon le recensement de 2020, sa population est de 94 habitants.